# اولی-آریاما
اولی-آریاما (انگلیسی: Uly-Aryama) یک شهرک در شهرستان بلاگووارسکی باشقیرستان کشور روسیه است.